# Richard von Below (Politiker)
Richard von Below (* 2. November 1833 in Lugowen; † 6. November 1875 in Clarens bei Montreux) war ein preußischer Gutsbesitzer und Politiker.

## Leben
Richard von Below entstammte dem ursprünglich pommerschen Uradelsgeschlecht der Below, die in Vorpommern, Hinterpommern, Ostpreußen und Sachsen ansässig waren.
Richard von Below war Gutsbesitzer auf Lugowen. Er studierte an der Rheinischem Friedrich-Wilhelms-Universität Rechtswissenschaft und wurde 1853 Mitglied des Corps Borussia Bonn. 1860 trat er als Gerichtsassistent in den Gerichtsdienst ein. Von 1864 bis 1874 war er Landrat des Kreises Gerdauen.
1866 und erneut 1867 wurde er ins Preußische Abgeordnetenhaus gewählt und gehörte diesem in der 9. und 10. Legislaturperiode, die bis 1870 lief, an. 1874 wurde er auf Präsentation des Verbandes des Alten und befestigten Grundbesitzes im Landschaftsbezirk Litauen und Masuren ins  Preußische Herrenhaus berufen, jedoch nahm er diesen Sitz kurz vor seinem Tod wenige Tage nach seinem 42. Geburtstag nicht mehr ein.